# M 04-es út (Ukrajna)
Az M 04 autót Ukrajnában, amely a Kirovohradi területen található Znamjankától  keleti irányba halad az orosz határ felé, Dnyiprót és Donecket érintve. A határmetszéspontja Kamenszk-Sahtyinszkijnél található. 1991 előtt, a Szovjetunióban M21 volt a neve. 

## Városok, vagy városi jellegű települések az út mellett

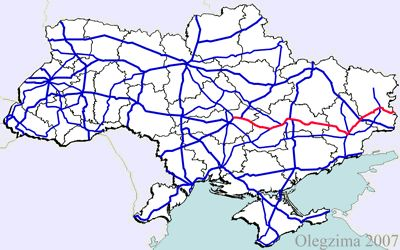
Az M 04, ukrán autópálya (piros vonal)

- Znamjanka
- Olekszandrivka
- Kukolivka
- Pjatihatki
- Mikolajivka
- Dnyipro
- Novomoszkovszk
- Pavlohrad
- Dmitrivka
- Petropavlivka
- Pokrovszk
- Szelidove
- Doneck
- Makijivka
- Jenakijeve
- Debalceve
- Csornuhine
- Alcsevszk
- Luhanszk
- Novoszvitlivka
- Szorokine
- Oroszország M21